# Alphonsine
Alphonsine Benoît dite Alphonsine, née le 21 octobre 1825 à Paris et morte le 10 juillet 1883 à Paris 10e,, est une actrice française.

## Biographie
Alphonsine Benoit fait ses débuts à l'âge de 14 ans au théâtre du Gymnase enfantin, passage de l'Opéra à Paris puis se produisit au théâtre des Délassements-Comiques, au théâtre des Variétés et au théâtre du Palais-Royal.
Elle épouse le 4 septembre 1856 le peintre Victor Margaine (1833-1878),.
Décédée à l'âge de 57 ans, Alphonsine est inhumée le 13 juillet 1883 au cimetière du Père-Lachaise (74e division) après une cérémonie religieuse en l'église Saint-Eugène. Sa succession, en déshérence, fera l'objet de deux vacations les 16 et 17 octobre suivant à l'hôtel Drouot qui rapporteront 7,000 francs.

## Théâtre
- Voilà l'plaisir Mesdames !, Théâtre des Délassements-Comiques
- Les Amours de Cléopâtre, Théâtre des Variétés
- L'Infortunée Caroline, Théâtre des Variétés
- Les Bibelots du Diable, Théâtre des Variétés
- L'homme n'est pas parfait de Lambert Thiboust, Théâtre des Variétés
- Monsieur Alphonse de Alexandre Dumas fils, Théâtre du Gymnase
- Giroflé-Girofla de Charles Lecocq, Théâtre de la Renaissance
- La Petite Mariée, Théâtre de la Renaissance
- La Reine indigo, Théâtre de la Renaissance
- Les 500 diables de Dumanoir et Adolphe d'Ennery, Théâtre de la Gaîté, féerie en 3 actes, 1854, rôle de la Princesse Castorina